# عملیات امام علی
عملیات امام علی در محور سوسنگرد-تپه‌های الله اکبر به صورت نیمه گسترده در تاریخ ۵/۳/۱۳۶۰ به فرماندهی مشترک انجام شد.

## عملیات
این عملیات در شمال و غرب سوسنگرد اجرا شد.
عملیات اصلی در شمال کرخه روی تپه های الله اکبر به اجرا درآمد.
در این عملیات یگان های لشکر ۹۲ اهواز از مقابل و نیروهای سپاه و ستاد جنگ‌های نامنظم دو جناح دشمن را روی تپه های الله اکبر تحت فشار قرار داند که منجر به عقب نشینی نیروهای عراقی شد.

فرماندهی این عملیات را فرمانده لشکر ۹۲ اهواز،مسعود منفرد نیاکی به عهده داشت.

## منبع
- محسن رشید، گزارشی کوتاه/ مرکزمطالعات و تحقیقات جنگ سپاه پاسداران انقلاب اسلامی، ویرایش: مهدی انصاری، تهران: سپاه پاسداران انقلاب اسلامی، مرکز مطالعات و تحقیق جنگ، ۱۳۷۸، شابک: ۹۶۴-۶۳۱۵-۳۳-x

1. ↑  اطلس جنگ ایران و عراق. تهران: مرکز اسناد و تحقیقات دفاع مقدس سپاه پاسداران انقلاب اسلامی. صص. ۳۹.